# Ghazni (ville)
Pour les articles homonymes, voir Ghazni.
Ghazni (pachto : غزني, persan : غزنی), également connu en tant que Ghaznî ou Ghazna (غزنه), est une ville située au centre de l'Afghanistan à 149 kilomètres au sud-ouest de Kaboul. Elle est la capitale de la province de Ghazni.

## Géographie
La ville est située sur un plateau, à 2 219 mètres d'altitude. Elle est la capitale de la province de Ghazni.
L'autoroute 1 (Afghanistan) permet à Ghazni de se rendre à Kandahar, au sud-ouest, et à Kaboul, au nord-est.
La construction de son aéroport a été lancée en avril 2012.

## Démographie
En 2015, la ville de Ghazni avait une population de 143 379 habitants. Cette population est plutôt en baisse depuis quelques années, notamment à cause des migrations liées au conflit en Afghanistan.
Ghazni reflète la diversité ethnique de l'Afghanistan. Sans que l'on puisse le vérifier par des enquêtes statistiques incontestables, il semble que le groupe ethnique le mieux représenté y soit celui des Tadjiks (50 % de la population totale). Viennent ensuite les Pachtounes (25 %) et les Hazaras (20 %). Il y existe également de petites communautés sikhs et hindous.
La langue parlée à Ghazni est principalement le dari.

## Histoire
Ghazni fut au XIe siècle la capitale de la dynastie des Ghaznévides, dont le plus célèbre est Mahmoud de Ghazni, mécène et protecteur du grand poète Ferdowsi et du savant encyclopédiste al-Biruni. L'étymologie remonte au mot لغناء « chanteur ».
Le 12 août 2021, les talibans s'emparent de la ville de Ghazni. C'est la dixième capitale provinciale contrôlée par les talibans depuis le début de leur offensive.

## Personnalités liées
- Bhai Nand Lal (1633-1733), écrivain perse du sikhisme est né à Ghazni.